# Lancia Delta (1979)
La prima generazione della Lancia Delta è un'automobile di fascia media prodotta dalla casa automobilistica italiana Lancia dal 1979 al 1993 in 525 231 esemplari, incluse le versioni sportive.
Premiata come Auto dell'anno nel 1980, la Delta è stata prodotta in quattro serie: la prima tra il 1979 e il 1982, la seconda tra il 1983 e il 1986, la terza tra il 1986 e il 1990, e la quarta e ultima tra il 1991 e il 1993; sono esclusi gli esemplari "Evoluzione" realizzati dalla Maggiora fino al 1994.
Nel 1993 è stata sostituita dalla Delta seconda generazione.

## Le versioni stradali

### Profilo e storia

La catena di montaggio della Delta I serie al Lingotto (1982), l'ultima auto prodotta negli stabilimenti torinesi, poi chiusi in quell'anno

Frutto della matita di Giorgetto Giugiaro, nacque nell'autunno del 1979, come sostituta della Fulvia (che era fuori produzione dal 1976).
La Lancia Delta non era propriamente una diretta erede della Fulvia, in quanto i cambiamenti di mercato portarono la Lancia, come tutte le altre case automobilistiche, a modificare la propria gamma di modelli inserendo dei segmenti nuovi inframmezzandoli a quelli meno recenti. Per tali motivi la Fulvia cedette il suo testimone inizialmente alla Lancia Beta, seppure con aumento generale delle dimensioni e della cubatura del motore, mentre in seguito, con la Beta sempre presente sul mercato (uscì di produzione nel 1981), venne proposta la Delta alla quale successivamente si affiancò la Lancia Prisma, con quest'ultima che prese il vero testimone dalla Beta, sostituendo di li a poco anche la Beta Trevi, in produzione dal 1980 al 1984.
All'inizio del decennio Delta e Prisma rappresentarono un evidente ampliamento della gamma media della casa che offriva, tra il 1982 e il 1984, una versione compatta a due volumi — la Delta, per l'appunto — e due versioni a tre volumi — Beta Trevi e Prisma — che occupavano il segmento che fu della Fulvia.

### Prima serie (1979-1983)
Presentata al pubblico al salone di Francoforte ad inizio settembre 1979, il codice di progetto interno adottato dal Gruppo Fiat per questo modello era Y5.
La meccanica, derivata dalla Ritmo, appariva molto evoluto per l'epoca: sospensione anteriore a ruote indipendenti di tipo MacPherson con braccio oscillante inferiore e montante costituito da ammortizzatore idraulico e barra stabilizzatrice; sospensione posteriore a ruote indipendenti di tipo MacPherson con due bracci oscillanti trasversali, braccio oscillante longitudinale inferiore (puntone), montante costituito da ammortizzatore idraulico telescopico a doppio effetto e molla a elica disassata con barra stabilizzatrice (di fatto simile ad una sospensione multilink con la inusuale peculiarità di poter regolare la convergenza anche sull'assale posteriore).

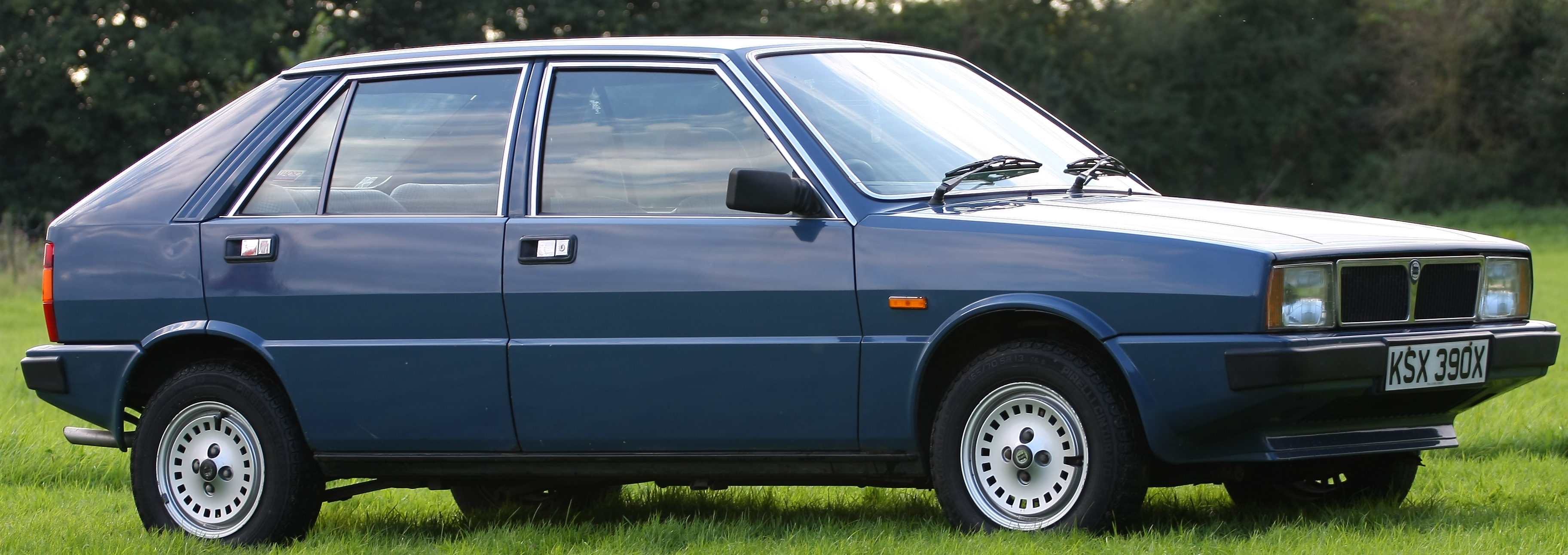
Vista laterale della Delta I serie (1979-1982)

La Delta venne proposta inizialmente con due motorizzazioni quattro cilindri in linea, con albero a camme in testa comandato da cinghia dentata, testa in lega leggera e basamento in ghisa, derivati da quelli montati dalla Fiat Ritmo, ma migliorati nell'alimentazione. Il più piccolo di 1301 cm³, 75 CV a 4 rapporti o a 5, con quinta marcia di riposo e non di potenza (optional), poi portato a 78 CV nel 1982 oppure di 1498 cm³ da 85 CV a 5 rapporti, oltre a un motore 1100 cm³ destinato, per motivi fiscali, solo ai mercati di alcuni paesi come Grecia e Portogallo.
La vettura fu dotata di parecchie innovazioni per l'epoca, come i paraurti anteriori e posteriori realizzati in resina poliestere rinforzata con fibre di vetro e una dotazione comprendente il lunotto termico (con tergilunotto opzionale), specchietto sinistro regolabile manualmente dall'interno (quello destro era opzionale), finiture della carrozzeria in alluminio anodizzato ("Zincrometal"), cornice calandra in acciaio inox, sottoscocca sottoposto a evoluti processi di trattamento e verniciatura anticorrosione, fari anteriori allo iodio, doppi indicatori di retromarcia e fendinebbia posteriori, tergicristalli a tre velocità, volante regolabile in altezza. All'interno, particolare attenzione venne rivolta ai processi di insonorizzazione dell'abitacolo e al sofisticato sistema di aerazione, a tutto vantaggio del comfort di marcia.
Due anni dopo essere stata premiata quale Auto dell'anno, nel 1982 vennero presentate le Delta 1300 LX e 1500 LX, con di serie dotazioni degne di auto di rango superiore, come gli alzacristalli elettrici, le ruote in lega leggera da 13", i vetri atermici, il sedile posteriore sdoppiato e gli interni in tessuto Zegna.

### Seconda serie (1983-1986)

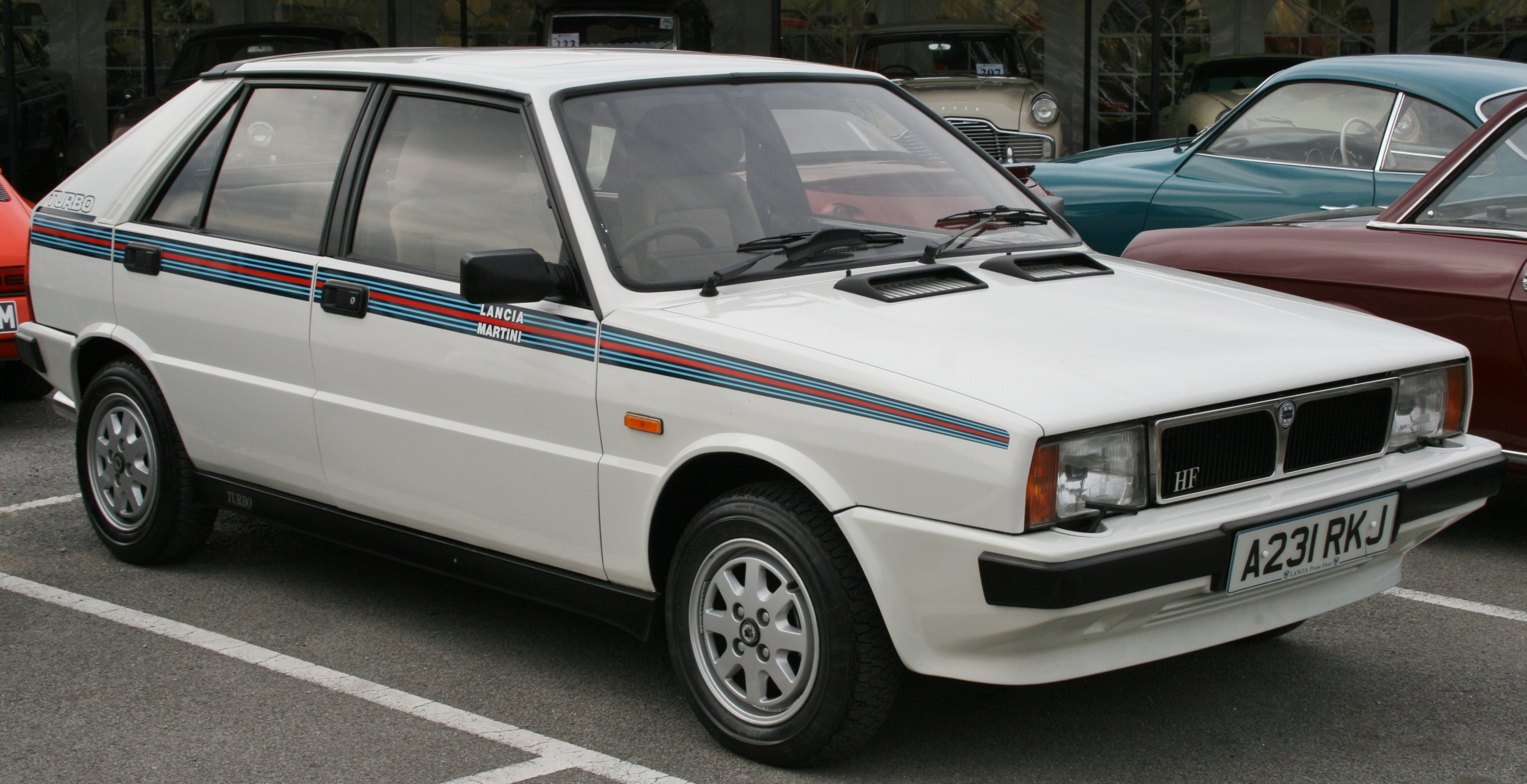
Delta HF Martini Turbo II serie

Nel novembre 1982 furono introdotte le prime modifiche al corpo vettura, destinate a migliorare alcuni dettagli di finitura, che dettero vita alla seconda serie: i paraurti divennero maggiormente avvolgenti e costruiti in unico pezzo (prima erano in tre pezzi), la calandra fu parzialmente ridisegnata, venne eliminata la fascia satinata posteriore a livello del piano di carico del portellone e furono introdotti alcuni piccoli ritocchi interni, in particolare a livello del quadro strumenti, del pomello della leva del cambio e dei rivestimenti dei sedili (modificati nei profili e nella trama del tessuto, ai quali era stato eliminato il telaietto in plastica nera posto dietro gli schienali anteriori). Con l'occasione vennero lanciate le versioni 1600 GT a doppio albero a camme in testa e 1600 HF Turbo, mosse da un 4 cilindri bialbero Lampredi di 1585 cm³ in versione aspirata a carburatore e accensione elettronica Marelli Digiplex (105 CV) o turbo a carburatori (130 CV). La gamma risultò poi completata dalle versioni 1300 e 1300 LX che guadagnavano 3 CV (ora 78) e nuovi cerchi in lega da 14", mentre il motore 1500 fu riservato alla versione con cambio automatico a tre rapporti.

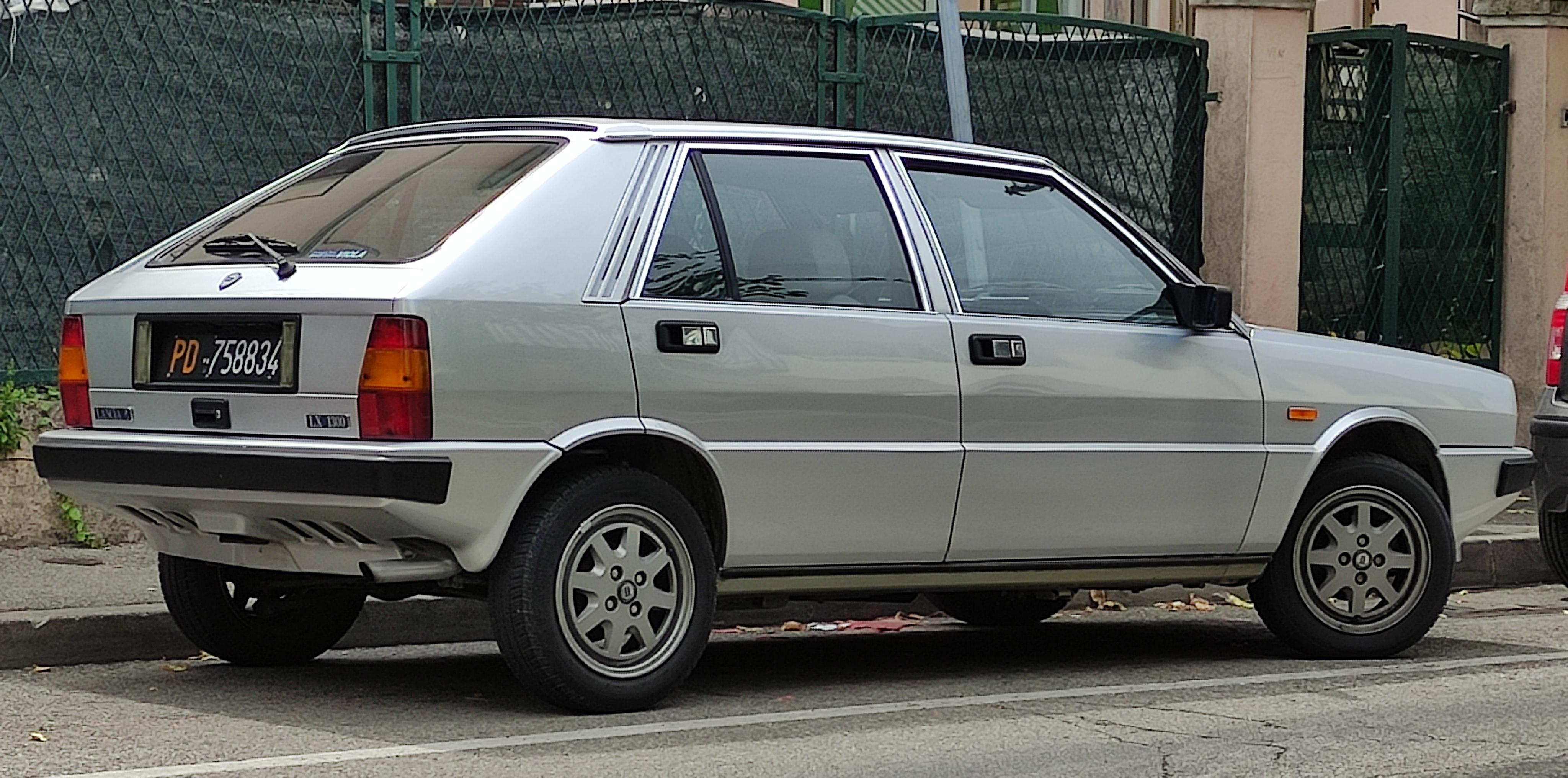
Vista posteriore di una Delta LX 1300 II serie

Al Salone di Torino del 1983 fu presentata la Delta Selene, versione cabriolet costruita dalla carrozzeria torinese Baronti, già Accamo e Moneta. Pur essendone stata richiesta e ottenuta l'omologazione, la vettura non ebbe seguito produttivo e fu realizzata limitatamente ai tre esemplari esposti, dei quali solo uno risulta essere stato regolarmente immatricolato con targa.

### Terza serie (1986-1990)

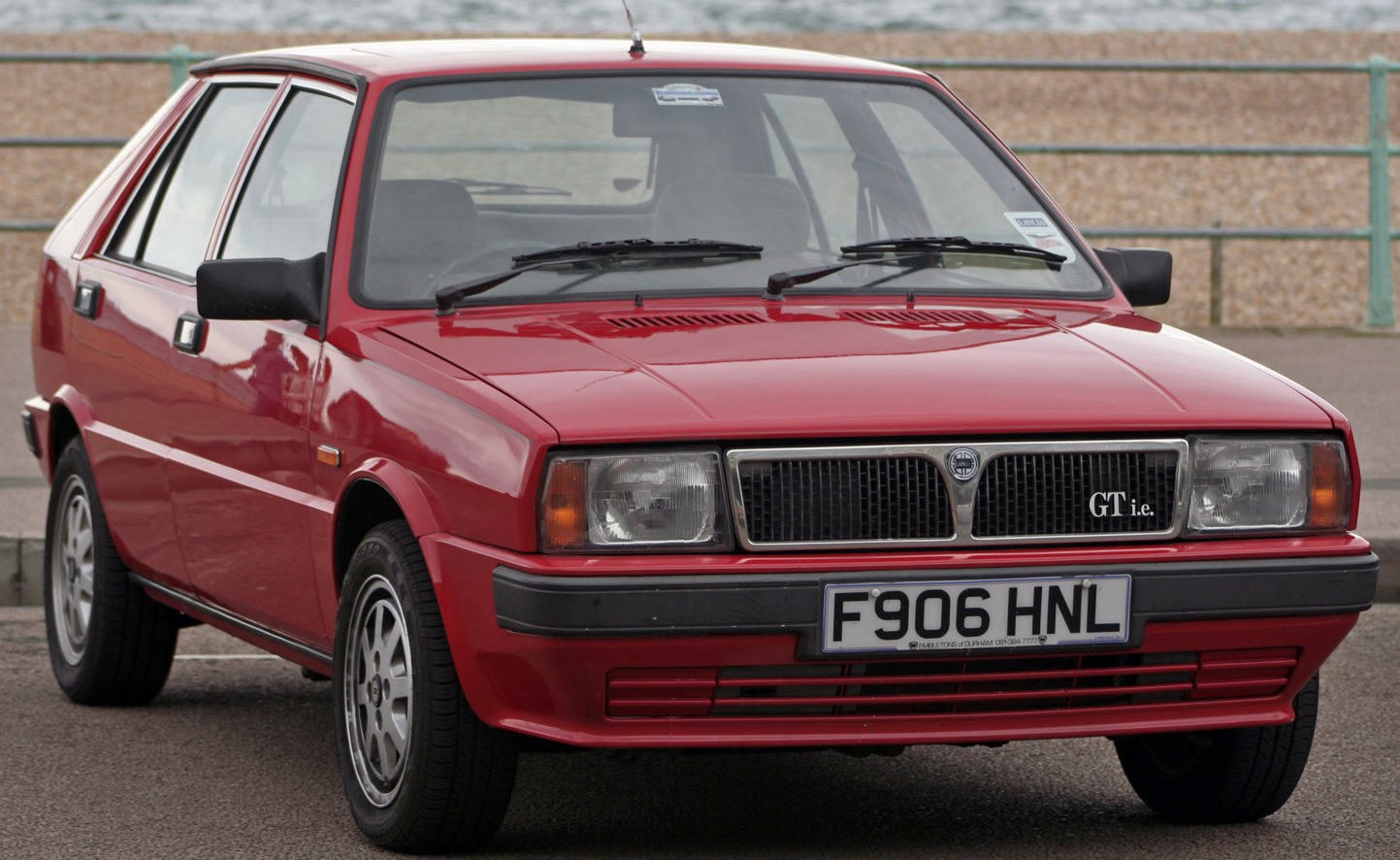
La Delta GT a iniezione elettronica III serie del 1989

Nel 1986, in occasione del lancio della prima versione a quattro ruote motrici, la HF 4WD, l'intera gamma venne sottoposta a un importante restyling che diede origine alla terza serie.
Esteriormente il modello si contraddistingue per dei nuovi paraurti più avvolgenti con fendinebbia incassati, nuovi fari anteriori bombati con calandra raccordata, nuovi cerchi in lega e nuovi cambi. Le versioni 1600 acquisiscono i bialbero di nuova generazione introdotti due anni prima sulla Thema, con testa ruotata di 180 gradi (ora aspirazione dietro e scarico davanti) ed inclinati in avanti, con alimentazione ad iniezione elettronica integrata con l'accensione Marelli IAW: la GT 1600  diventa GT i.e. e guadagna 3 CV (ora 108) con consumi diminuiti, mentre la HF Turbo con l'iniezione passa a 140 CV e guadagna una serie di migliorie a livello estetico e meccanico, come sospensioni perfezionate e freni maggiorati; molti elementi sono in comune con la neonata HF 4WD. 

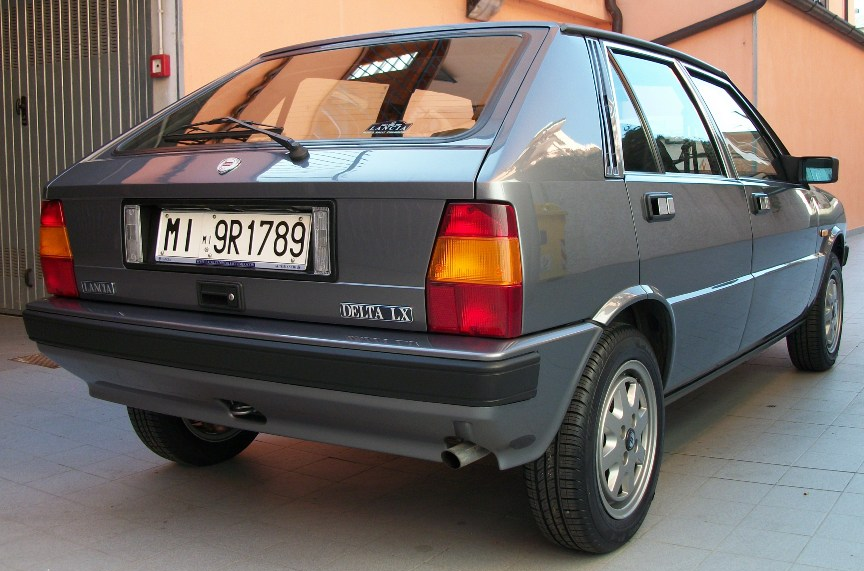
Delta LX terza serie

Gli interni subiscono modifiche più profonde, in parte riprese dalla cugina Prisma: viene abbandonato il disegno squadrato della plancia, al cui centro viene inoltre posto un check panel analogico di controllo spie — precursore di ciò che si sarebbe visto, nel mondo dell'auto, solo con l'arrivo dello standard elettronico CAN bus —, mentre il quadro strumenti viene inglobato in un'unica cornice.
Sempre nel 1986 venne introdotta per la prima volta la versione con motore turbodiesel da 1929 cc e 80 CV già montato sulla Prisma. Nello stesso anno la Delta vedeva la nascita di nuovi motori a iniezione elettronica dotati di catalizzatore destinati all'estero, mentre veniva mantenuta la versione da 1100 cc per i mercati di Grecia e Portogallo.

### Quarta serie (1990-1993)

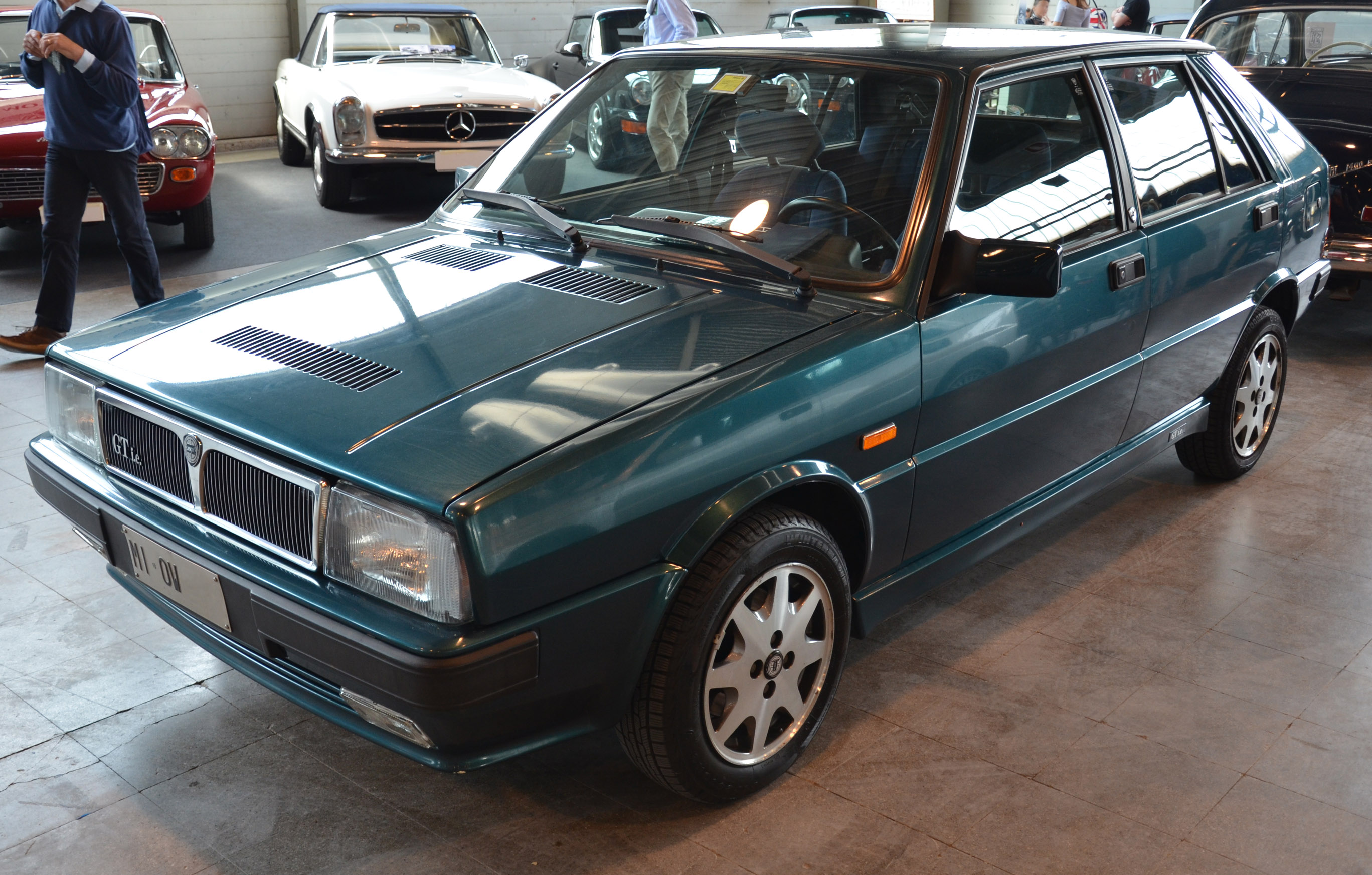
La Delta GT i.e. IV serie del 1992

Sul finire del 1990, venne introdotta la quarta e ultima serie: nuovi tessuti interni, nuovi colori carrozzeria, cerchi in lega diamantati stile Dedra, eliminazione totale scritte di identificazione posteriori, eliminazione motore 1300 (le versioni LX saranno solo con motore 1500), cofano motore con griglia stile Integrale 8v, frecce anteriori di colore bianco. Anche la 1500 LX riceve il quadro strumenti con le spie circolari in stile HF. La GT i.e. viene potenziata a 111 CV come la coeva Prisma. Le versioni HF Turbo presentarono ora il frontale con fari tondi sdoppiati ed il cofano bombato come la Integrale 16v.
Alla nascita della Lancia Delta non erano previste versioni da competizione, dato che in ambito rallystico i team del Gruppo Fiat-Lancia correvano con auto vittoriose come la 131 Abarth e Stratos inizialmente, e con la Lancia Rally 037 successivamente. A partire comunque dal 1982 venne presentato al Salone di Torino un prototipo a trazione integrale. La meccanica e la telaistica erano quelle del modello base; il motore era a doppio albero a camme in testa, di 1600 cm³ con turbocompressore; erogava 166 CV. Sul gruppo cambio-differenziale venne montato un differenziale ripartitore con presa di moto longitudinale per la trasmissione alle ruote posteriori. Sul ponte posteriore era alloggiato un differenziale autobloccante.

### La Saab 600

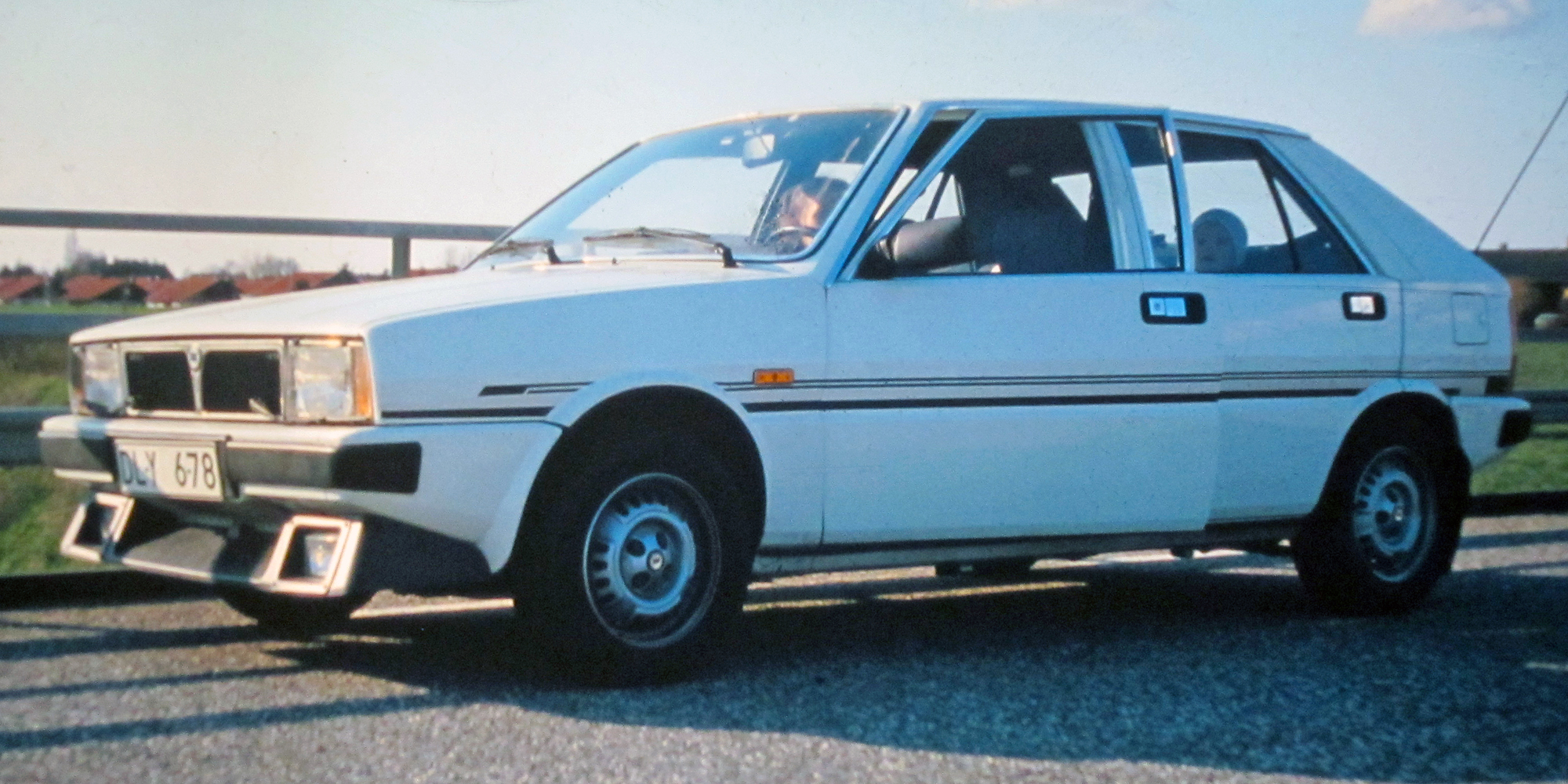
La Saab 600

Tra il 1980 e il 1982, in seguito a un accordo di collaborazione tra il Gruppo Fiat e la Saab risalente al 1978, la Delta con motore 1500 cm³ venne commercializzata in Svezia e Norvegia come Saab 600. Prodotta a Chivasso, sulla variante Saab vengono proposti due livelli di finitura per il motore 1,5 litri: GLS e GLE, quest’ultimo il più completo. La velocità di punta è di circa 160 km/h e lo 0-100 km/h viene percorso in 12 secondi. Tra le differenze, sulla Saab non c'è la fascia color alluminio alla base del portellone ma sono dotate di tergifari di serie obbligatori in Svezia. Alcuni esemplari di Saab 600 hanno vestito la vecchia livrea della polizia svedese.

## Le versioni sportive

### 1986: Delta HF 4WD

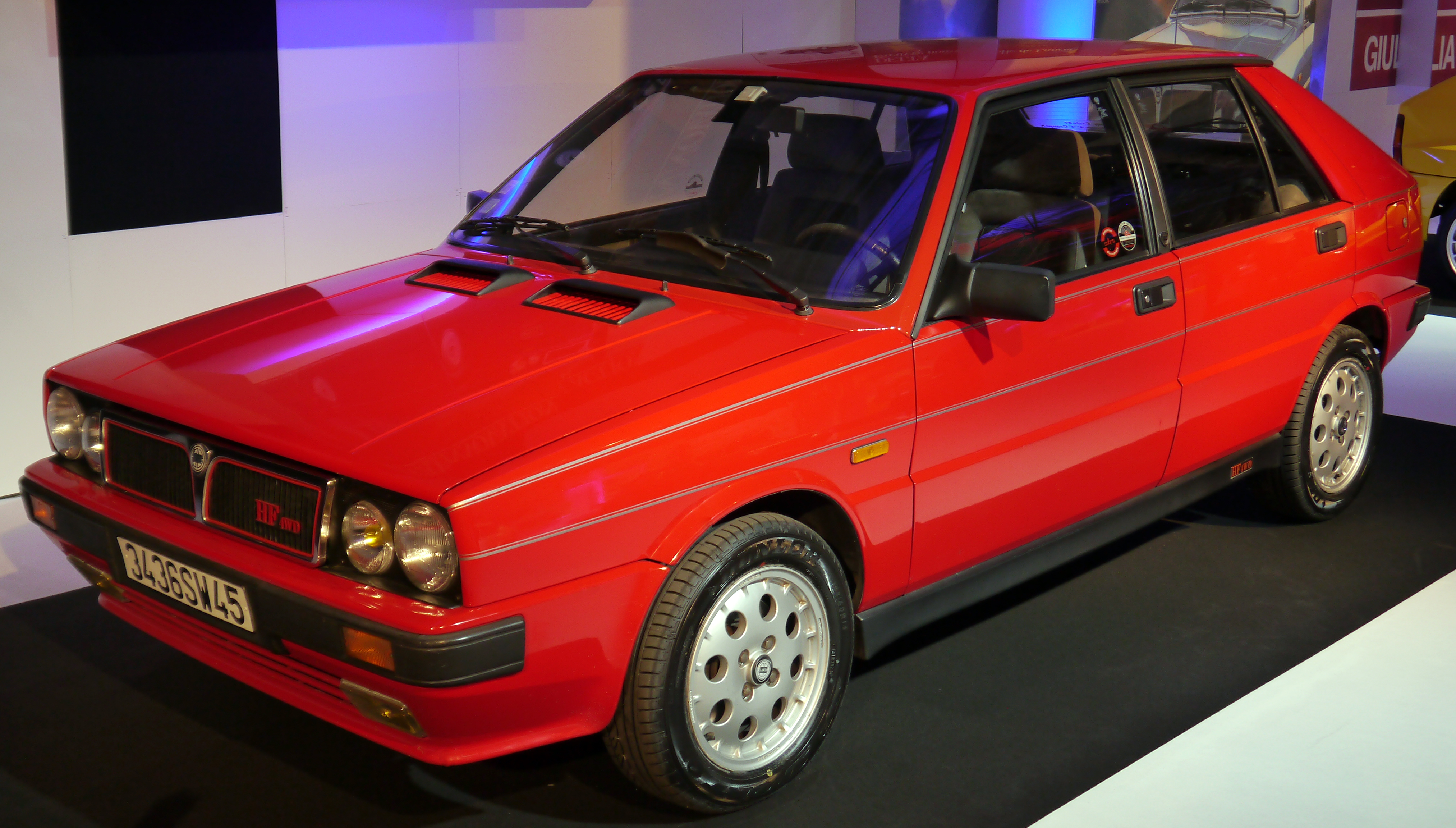
La Delta HF 4WD del 1987, esposta nel 2012 al Mondial de l'Automobile di Parigi

Nel maggio 1986 venne appunto presentata la Delta HF 4WD, concepita per l'utilizzo dell'utente comune. La trazione è integrale permanente; differenziale anteriore libero, differenziale centrale di tipo epicicloidale che ripartisce la coppia motrice per il 56% sull'asse anteriore e il rimanente 44% sull'asse posteriore, un giunto viscoso Ferguson di bloccaggio applicato al differenziale centrale ripartitore di coppia e un differenziale posteriore Torsen. Il differenziale centrale garantisce una ripartizione di coppia tra i due assi in relazione all'effettivo grado di aderenza degli stessi. Il Torsen è un differenziale autobloccante che garantisce, rispetto a un differenziale normale, il massimo della trazione compatibile con l'aderenza delle ruote. Il motore è di derivazione Lancia Thema: 1995 cm³ con contralberi di equilibratura e turbocompressore Garrett; eroga una potenza massima di 165 CV a 5.500 giri/min e una coppia motrice di 29 kgm con overboost inserito. Un sistema integrato con l'accensione a controllo elettronico con sensore di detonazione, impedisce l'entrata in funzione dell'overboost a motore troppo freddo o surriscaldato. L'overboost agisce sulla valvola waste-gate aumentando temporaneamente la pressione di sovralimentazione. Un intercooler riduce la temperatura dell'aria compressa da 120 a 70/50 °C. Le valvole sono al sodio, le guide valvole in bronzo, i cuscinetti di biella di tipo trimetallico ed è presente un radiatore per il raffreddamento dell'olio motore. L'impianto frenante ha dischi sulle quattro ruote; quelli anteriori sono autoventilanti. La ripartizione della coppia motrice è 54/46 tra avantreno e retrotreno. I cerchioni sono gli stessi 5,5J14 della Delta HF 1,6 i.e. turbo.
È con quest'auto e con le sue successive quattro evoluzioni (che dal termine "4WD" passeranno al nome "Integrale") che la Lancia inizierà il suo ineguagliato ciclo di vittorie nei rally: dopo i cinque titoli già ottenuti con vetture del calibro di Stratos e Rally 037, con la Delta la Lancia vincerà il Campionato Mondiale Rally per sei volte consecutive (1987-1992) mentre i piloti che guidarono questa autovettura vinsero quattro titoli: due con Miki Biasion (1988 e 1989) e altri due con Juha Kankkunen (1987 e 1991).

### 1988: Delta HF Integrale

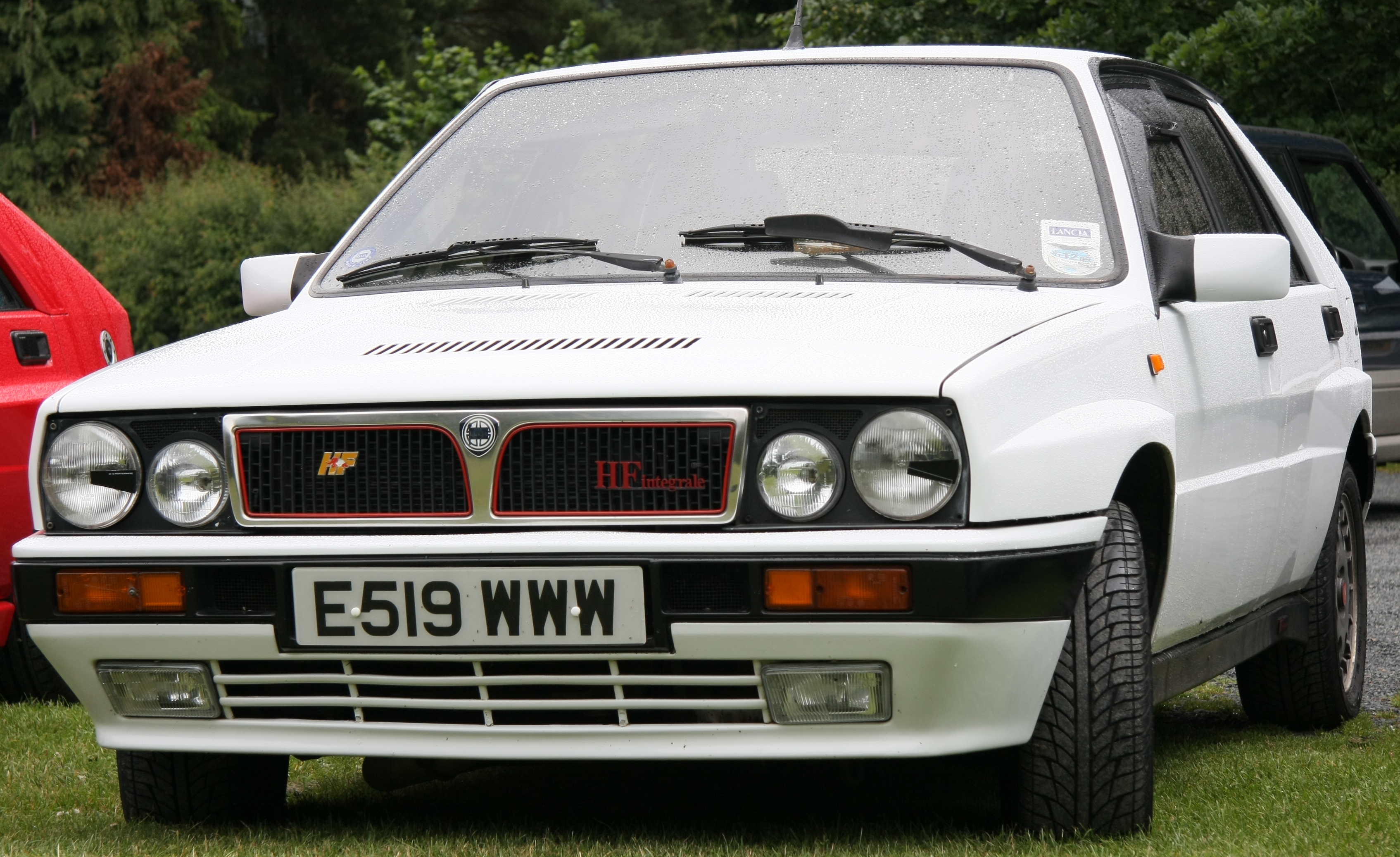
Delta HF Integrale

Nonostante i brillanti risultati della 4WD nelle competizioni del 1987, si rese necessario una profonda revisione della vettura per superare i limiti di sviluppo evidenziati in gara.  Quindi, ad inizio del 1988, venne lanciata la versione stradale della Delta HF Integrale, la cosiddetta otto valvole, in pratica una 4WD con carreggiate allargate e parafanghi bombati, cerchi da 6J15, motore della 4WD portato a 185 CV con turbina di maggiori dimensioni e migliorie di dettaglio nell'abitacolo, in versioni soltanto non catalizzate. 
Verso la fine del 1989 arriva la versione 16v da 200 CV, immediatamente riconoscibile per il rigonfiamento sul cofano reso necessario dalla testata del motore modificata per ospitare la nuova distribuzione, e per i cerchi ruota bruniti e con canale maggiorato a 7". La ripartizione della coppia motrice viene portata a 47/53 tra avantreno e retrotreno. L'assetto della vettura è notevolmente modificato riducendo di 20 mm l'altezza da terra pur adottando sospensioni con maggiore escursione. Per i mercati con normative antinquinamento più restrittive viene prodotta anche la versione HF Cat, con motore a 8 valvole, catalizzatore a 3 vie e sonda Lambda eroga 178 CV; tale modello si distingue dalla HF Integrale 16v per le targhette specifiche e per gli pneumatici di minore sezione.

### 1991: Delta HF Integrale "Evoluzione"

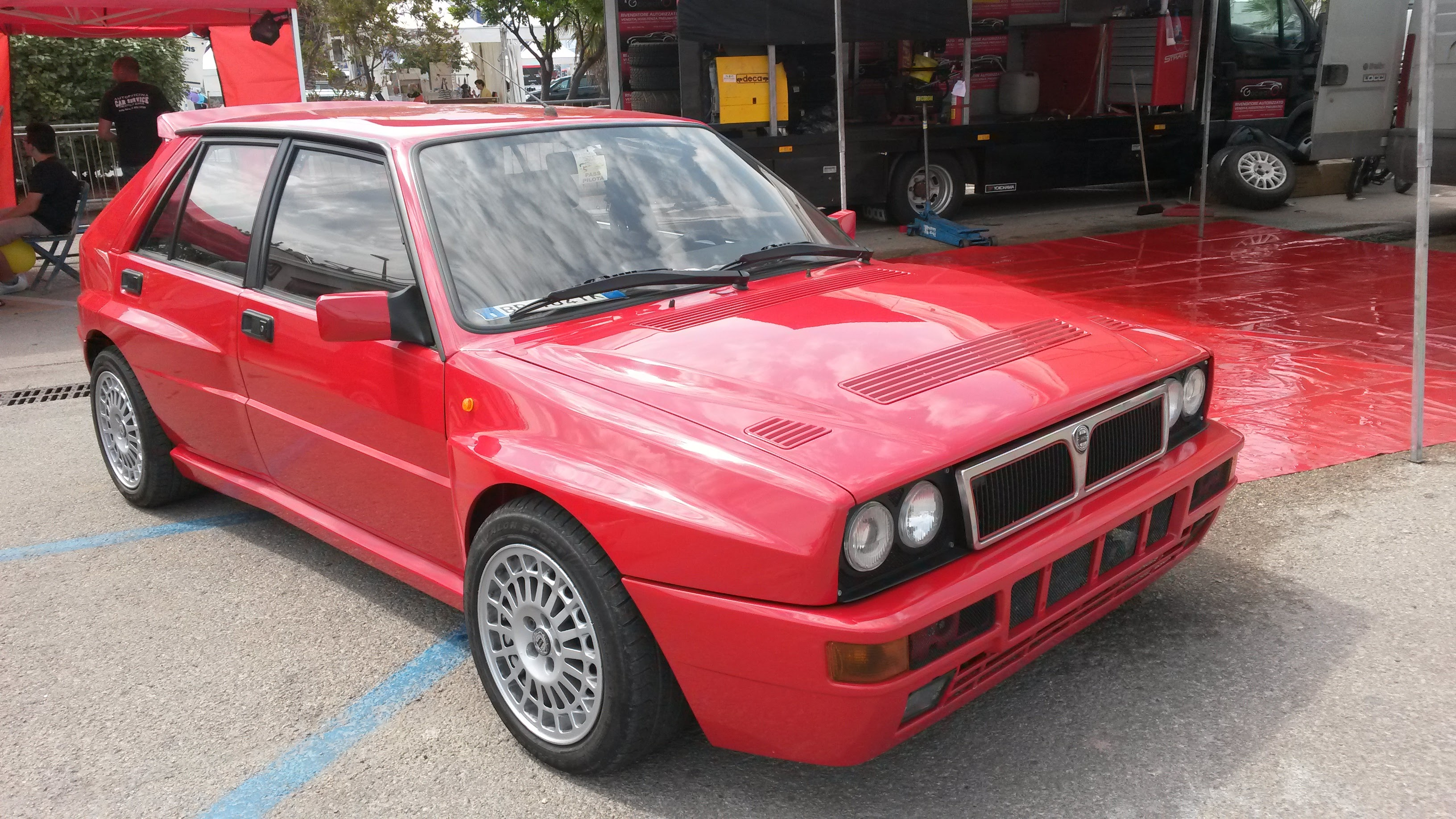
HF Integrale "Evoluzione" è riconoscibile per le carreggiata maggiorata, cofano motore e passaruota bombati, e spoiler posteriore

Il 1991 vede la nascita della Delta HF Integrale "Evoluzione", detta anche Delta Evoluzione o semplicemente Evo per brevità e meglio distinguerla dalle precedenti versioni, oppure più affettuosamente Deltona tra gli appassionati. Viene prodotta dal 1991 al 1993 nelle versioni 16v e 8v catalizzata per il mercato svizzero, e poi dal 1993 al 1994 nella versione 16v catalizzata detta Evo 2.
La Delta Evoluzione propone esteticamente carreggiate allargate, maggiori bombature laterali e sul cofano motore, sospensioni e freni migliorati, scatola sterzo più robusta, fari lenticolari con un'estetica più accattivante, minigonne ridisegnate, un'elettronica migliore e uno scarico di diametro più largo e con terminale singolo.
Diverso è il disegno dei paraurti e vi era la presenza di uno spoiler sopra al lunotto posteriore regolabile in 3 diverse angolature. Il quattro cilindri turbo grazie a diverse tarature della turbina e dell'elettronica forniva 205 CV e 300 Nm nella (Evo 1) e 210 CV e 310 Nm nella (Evo 2). ABS di serie, climatizzatore compreso nel prezzo sulle 16v catalizzate (per via del maggiore riscaldamento dell'abitacolo) e a richiesta sulle altre.
La Delta Evo è stata prodotta in numerose versioni limitate, di cui al dettaglio immediatamente sotto. Sono stati prodotti alcuni esemplari del tutto esclusivi, tra i quali la cabrio di Gianni Agnelli, rimasta un esemplare unico, la Delta blindata di Leopoldo Pirelli e quella preparata da Abarth per Umberto Agnelli, da circa 285 CV. Vi sono infine alcuni esemplari unici prodotti nello stabilimento Maggiora e riconoscibili per la verniciatura particolare, tra cui uno viola (Evo 3) con interni in tinta e uno bianco perlato con interni bianchi. La produzione è cessata nel 1994 ma alcuni esemplari sono stati venduti fino a tutto il luglio 1995.

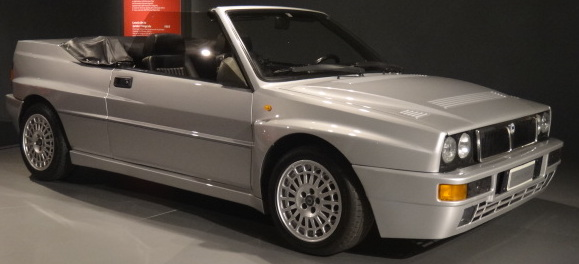
La Delta Evo Spider, esemplare unico costruito per Gianni Agnelli, conservata al MAUTO di Torino

Nella sua ultima evoluzione la Delta HF Integrale vantava prestazioni di rilievo: la velocità massima dichiarata dalla casa era di 220 km/h e l'accelerazione da 0–100 km/h in 5,7 secondi grazie al motore turbo da 1995 cm³ 16v portato a 205 CV nella (Evo 1) e 210 CV nella (Evo 2) con una tenuta laterale di 1,55 g.

### 1991-1992: Delta HF Integrale Evo Martini 5 e 6
Furono create appositamente per commemorare rispettivamente i cinque e poi sei anni consecutivi di vittorie della Delta nel mondiale marche rally. La Lancia, in collaborazione con Martini, decise di creare queste vetture in serie limitata e numerate. Come tutte le Lancia Delta Evo, montavano lo stesso motore (1995 cm³ 16v), ma l'allestimento era molto diverso.

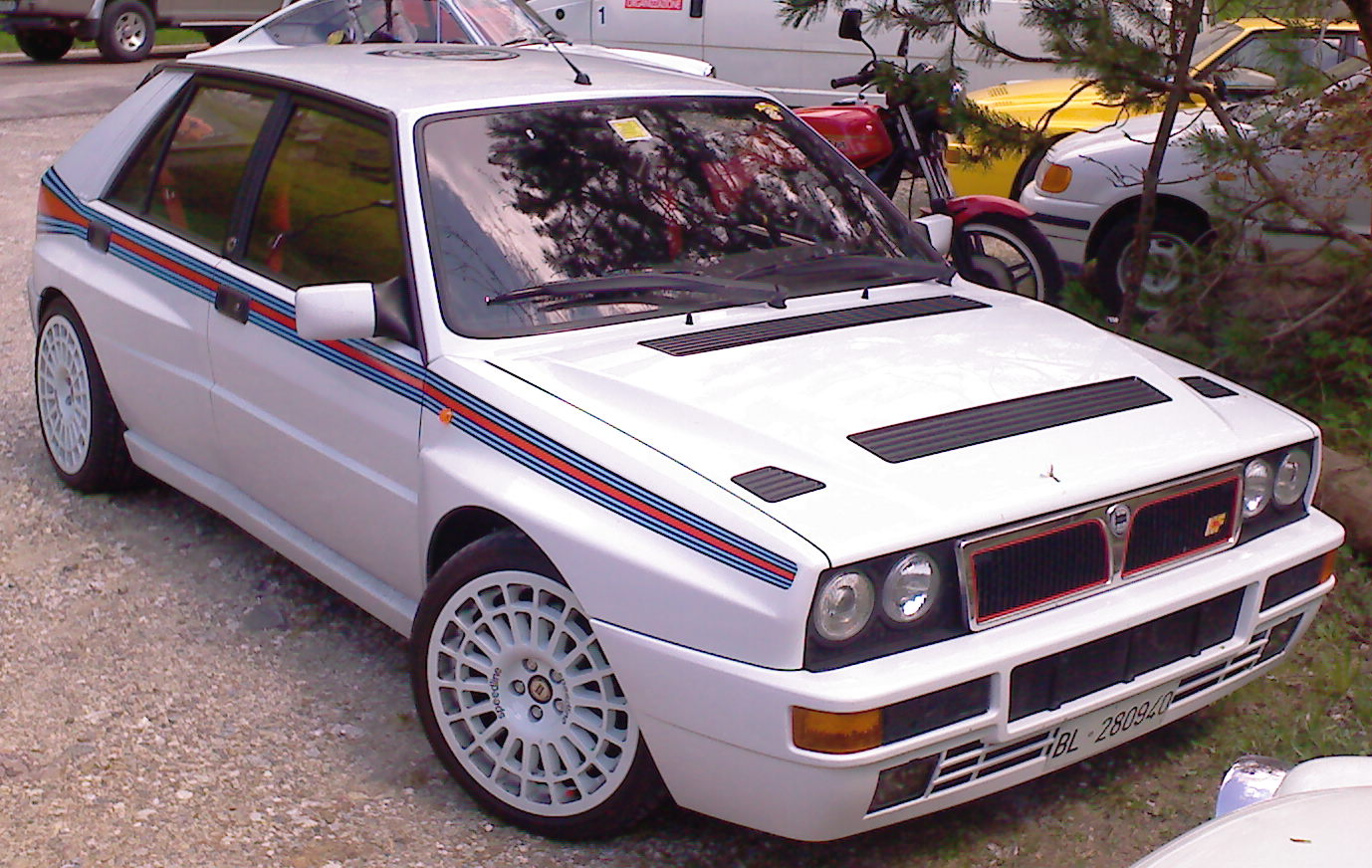
La Delta Martini 5 in livrea Martini Racing

La Delta Martini 5, prodotta in 400 esemplari in occasione del quinto titolo mondiale (1991), presenta una livrea Martini Racing sulle fiancate, sedili Recaro in Alcantara nera (prodotta nello stabilimento di Nera Montoro Terni) con cuciture e cinture di sicurezza rosse. Targhetta d'argento riportante il numero di serie. Prese d'aria nere, come pure lo spoiler posteriore. Coperchio punterie rosso. I cerchi sono bianchi da 15". Pneumatici Michelin MXX 205/50 ZR15. Di serie è dotata di ABS, climatizzatore manuale, antifurto elettronico Gemini con telecomando, autoradio Clarion CRX 111 R con controllo per caricatore CD e 2 casse, vetri elettrici e chiusure centralizzate. Costava 56 milioni di lire.
La Delta Martini 6, prodotta in 310 esemplari in occasione del sesto titolo mondiale rally (1992), vede i colori Martini spiccare sulle fiancate, così come le decalcomanie "World Rally Champion" sotto le portiere anteriori, i loghi "HF" sui montanti posteriori e lo stemma Lancia sul tetto. Gli interni sono di tipo racing con sedili Recaro di tipo alto, rivestiti con alcantara turchese con cuciture e cinture di sicurezza rosse, i vetri sono solextra azzurrati. Sulla leva del cambio c'è un pomello sferico tipo corsa e nel castelletto sono stati installati cuscinetti in teflon per una maggiore maneggevolezza; la cuffia cambio è in gomma, contornata da una piastra in fibra di carbonio. Sul tunnel centrale, sotto la leva del cambio, c'è l'immancabile targhetta su cui è inciso il numero dell'esemplare. I cerchi sono bianchi da 15 pollici. Di serie: ABS, autoradio Clarion CRX 111 R, climatizzatore manuale, coperchio punterie rosso. Gli scarichi dei parafanghi anteriori sono forati per favorire il passaggio dell'aria. Pneumatici Michelin MXX 205/50 ZR15. Costava 61.750.000 lire.

### 1994-1995: Delta HF Integrale Dealer's Collection

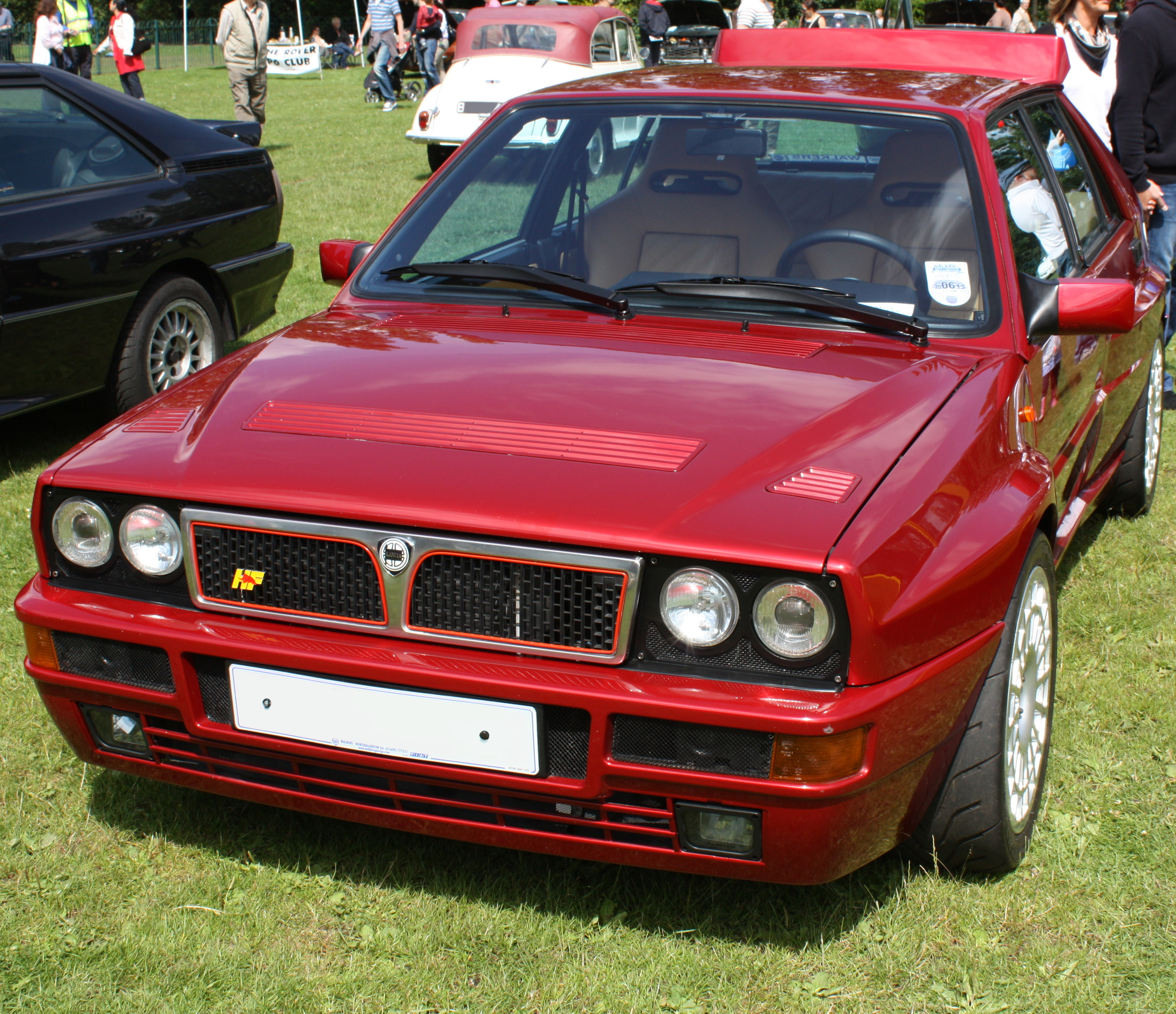
La Delta HF Integrale Dealer's Collection Limited Edition del 1994

Allestite in 173 esemplari tra il 1994 e il 1995, le Dealer's Collection presentavano una colorazione rosso bordeaux micalizzato con interni Recaro in pelle beige, avviamento a pulsante, cerchi Speedline Montecarlo da 16", pannelli in alluminio spazzolato nella strumentazione e volante, poggiapiede e pedaliera prodotti dalla OMP.

## Motorizzazioni
| Modello                        | Cilindrata | Potenza           | Coppia motrice       | Note                       |
| ------------------------------ | ---------- | ----------------- | -------------------- | -------------------------- |
| 1.1                            | 1116 cm³   | 64 CV @ 6000 rpm  | 84 Nm @ 3000 r/min   | mercati specifici dal 1986 |
| 1.3                            | 1301 cm³   | 78 CV @ 5800 rpm  | 105 Nm @ 3500 r/min  |                            |
| 1.3                            | 1301 cm³   | 75 CV @ 5800 rpm  | 100 Nm @ 3400 r/min  | dal 1986                   |
| 1.5                            | 1498 cm³   | 85 CV @ 5800 rpm  | 123 N·m @ 3500 r/min |                            |
| 1.5                            | 1498 cm³   | 80 CV @ 5600 rpm  | 122 N·m @ 3200 r/min | dal 1986                   |
| 1.9 Turbo ds                   | 1929 cm³   | 80 CV @ 4200 rpm  | 172 N·m @ 2400 r/min | 1986-1990                  |
| 1.6 GT                         | 1585 cm³   | 105 CV @ 5800 rpm | 136 N·m @ 3300 r/min |                            |
| 1.6 GT i.e.                    | 1585 cm³   | 108 CV @ 5900 rpm | 132 N·m @ 3500 r/min | dal 1986                   |
| 1.6 HF Turbo                   | 1585 cm³   | 130 CV @ 5600 rpm | 191 N·m @ 3700 r/min | 1983                       |
| 1.6 HF Turbo i.e.              | 1585 cm³   | 140 CV @ 5500 rpm | 191 N·m @ 3500 r/min | dal 1986                   |
| 1.6 HF Turbo i.e. kat          | 1585 cm³   | 132 CV @ 5500 rpm | 200 N·m @ 3500 r/min | 1992                       |
| 2.0 HF 4WD                     | 1995 cm³   | 165 CV @ 5500 rpm | 285 N·m @ 2750 r/min | 1986                       |
| 2.0 HF Integrale 8v            | 1995 cm³   | 185 CV @ 5300 rpm | 304 N·m @ 2500 r/min | 1987                       |
| HF Integrale 16v               | 1995 cm³   | 196 CV @ 5500 rpm | 298 N·m @ 3500 r/min | 1989                       |
| 2.0 HF Integrale 8v Cat        | 1995 cm³   | 177 CV @ 5300 rpm | 280 N·m @ 2500 r/min | 1989                       |
| HF Integrale "Evo1"            | 1995 cm³   | 210 CV @ 5750 rpm | 300 N·m @ 3500 r/min | 1991                       |
| 2.0 HF Integrale "Evo1" 8v Cat | 1995 cm³   | 185 CV @ 5300 rpm | 290 N·m @ 2500 r/min | 1991                       |
| HF Integrale "Evo2"            | 1995 cm³   | 215 CV @ 5750 rpm | 310 N·m @ 2500 r/min | 1993                       |

## Attività sportiva
La Lancia Delta fu una delle più apprezzate vetture della casa, sia in Italia sia nel mondo, cosa dovuta principalmente alle vittorie ottenute nei rally di tutto il mondo. La sua fama deriva infatti dai successi in ambito rallystico: unica vettura nella storia ad aver vinto ben 6 titoli mondiali consecutivi, dal 1987 al 1992.

### 1985-1986: Delta S4

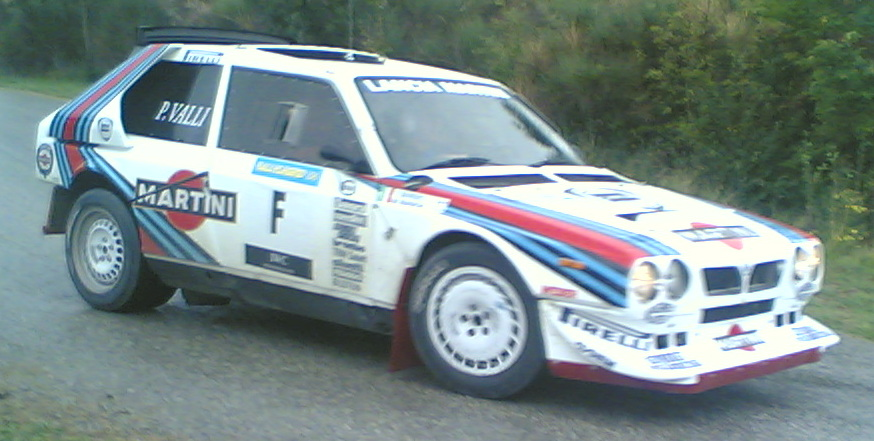
La Delta S4 in azione

Nei primi anni 1980 la classe regina del Campionato mondiale rally era il Gruppo B, nel quale gareggiano evolute vetture derivate da versioni stradali costruite in piccola serie e dotate di apposite soluzioni tecniche per essere competitive nei rally. La Lancia disputò alcune stagioni con il modello Rally 037, divenuto però poco competitivo nei confronti dei costruttori rivali soprattutto a causa della mancanza della trazione integrale, per ritornare a vincere la Lancia realizzò la Delta S4 stradale, una berlinetta di nuova concezione con motore posteriore centrale e 4 ruote motrici, da cui derivò una versione da rally. L'esordio mondiale della Delta S4 avvenne nel Rally RAC del 1985, e fu un successo: primi due posti con le coppie Toivonen-Wilson e Alen-Kivimaki. La Delta S4 si dimostrò ben presto un'auto vincente. Ma il dramma era alle porte: nel maggio 1986 al Tour de Corse, Toivonen e il suo copilota Cresto, fino a quel momento in testa al rally, uscirono di pista e perirono nell'incidente.
Il mondiale andò comunque avanti ed era già vinto dalla coppia Alen-Kivimaki su Delta S4, grazie anche all'epilogo del Rally di Sanremo durante il quale accadde un fatto determinante per la corsa al titolo 1986: per aver maggior effetto suolo la Peugeot montò le minigonne sulle fiancate delle 205 T16 e le tre vetture furono squalificate. I francesi fecero ricorso in appello ma il Sanremo fu dominato dalle Lancia. Il mondiale costruttori andò alle Peugeot e il mondiale piloti a Markku Alén su Delta S4, quando 11 giorni dopo la fine del campionato la Fisa accettò il ricorso della Peugeot e cancellò il risultato del Sanremo, regalando così anche il titolo piloti alla Peugeot. La Delta S4 dopo soli 13 mesi concluse il suo breve ma intenso ciclo, non vinse nessun titolo mondiale, dimostrandosi comunque una delle più competitive vetture di Gruppo B. Tutti i più o meno tragici avvenimenti accaduti durante i campionati 1985 e 1986 fecero comunque prendere alla federazione internazionale la decisione di sospendere l'attività nel Campionato Mondiale Rally delle auto di Gruppo B (ritenute troppo pericolose per le elevate prestazioni raggiunte) a favore di auto con caratteristiche più vicine a quelle di serie (Gruppo A).
Mentre la Delta S4 correva, era in preparazione un prototipo, la Lancia ECV (dotata di vari sviluppi meccanici e strutturali), che sarebbe dovuto diventare la Delta S4 Evoluzione.

### 1987-1988: Delta HF 4WD e HF Integrale "8v"

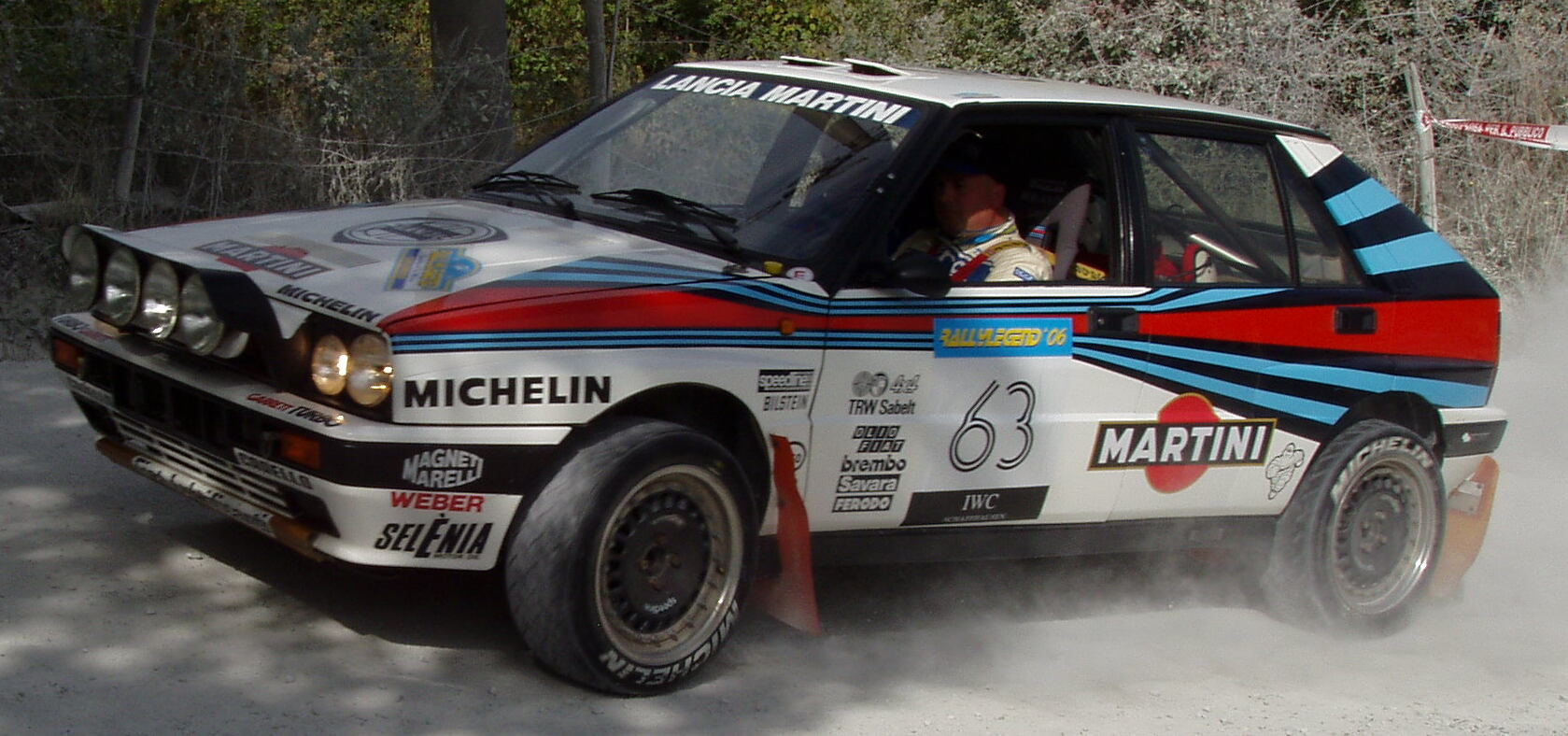
La Delta HF Integrale "8v"

L'epoca d'oro della Lancia Delta incominciò quindi nel 1987 con l'esordio della HF 4WD nel Gruppo A. La berlinetta di serie era dotata di un motore 4 cilindri in linea di 1995 cm³ ed erogava 165 CV. In versione corsa la Delta erogava inizialmente 240 CV per un peso di poco superiore ai 1100 kg, ma al termine della stagione arrivò a toccare i 260 CV. Il successo della vettura italiana fu immediato: già al suo esordio al Rally di Montecarlo, la Delta guidata da Biasion si aggiudicò il primo posto. Fu vittoria anche in Portogallo con Markku Alén, che ripeté l'impresa all'Acropoli. Quell'anno la Lancia Delta si aggiudicò i rally d'Argentina, dei Mille Laghi, di Sanremo e il Rally RAC, ottenne il titolo piloti con Kankkunen e regalò alla Lancia il titolo costruttori.
Al Salone dell'automobile di Francoforte del settembre 1987 venne presentata la prima evoluzione della HF 4WD, ribattezzata Delta HF Integrale e a posteriori nota anche col suffisso "8v", aggiornata in alcuni particolari sia stilistici sia meccanici. Esternamente la nuova versione si riconosceva per i parafanghi allargati, il nuovo disegno di paraurti e minigonne, le nuove prese d'aria anteriori e sul cofano motore, i cerchi in lega da 15 anziché da 14 pollici. Per quanto concerne la parte meccanica, furono migliorate sospensioni e impianto frenante. La potenza del motore 1995 cm³ turbocompresso e dotato di intercooler passò da 165 CV a 185 CV; la versione da gara raggiunse invece i 280 CV dichiarati per 1100 kg di peso (minimo regolamentare). Anche il 1988 fu una stagione largamente vittoriosa: la otto valvole conquisterà ancora il mondiale marche e, con Miki Biasion, quello piloti, oltre all'europeo con Fabrizio Tabaton e a vari altri titoli nazionali.

### 1989-1991: Delta HF Integrale 16v

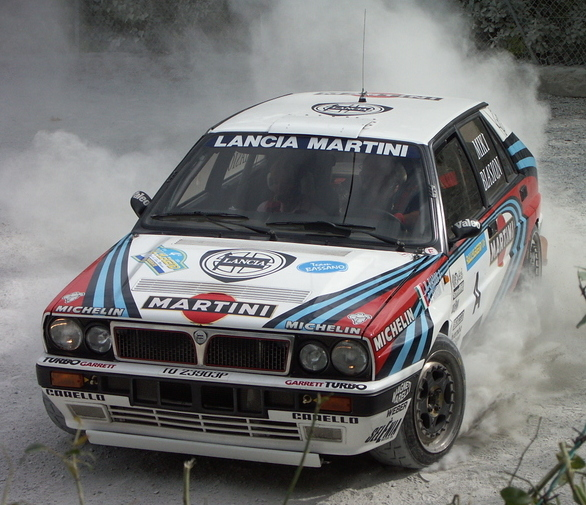
La Delta HF Integrale 16v

Il 1989 vide scendere in campo una versione rinnovata della Delta, ora rinominata in HF Integrale 16v: grazie all'adozione delle 4 valvole per cilindro, la potenza salì a 200 CV per la versione stradale, mentre la rossa Gruppo A in versione Sanremo raggiungeva i 390 CV (nonostante i soli 300 CV dichiarati) e fu la Delta più potente che abbia mai corso regolarmente nei rally. La 16v si distingue anche per altre modifiche: diversa ripartizione della coppia motrice (47% all'avantreno e 53% al retrotreno), impianto frenante potenziato, frizione, cambio e assetto modificati. Diverso anche l'aspetto esterno della vettura, caratterizzato dal rigonfiamento sul cofano anteriore con nuove prese d'aria. La vettura esordisce verso fine stagione nel Mondiale, a campionato ormai già virtualmente vinto dalla Lancia, trionfando al Rally di Sanremo con la coppia Biasion-Siviero, che si riconfermano campioni del mondo. Nel 1990 la sedici valvole continua a vincere e anche per quell'anno si aggiudica il Mondiale; successo bissato anche nel 1991.

### 1992-1993: Delta HF Integrale "Evoluzione"

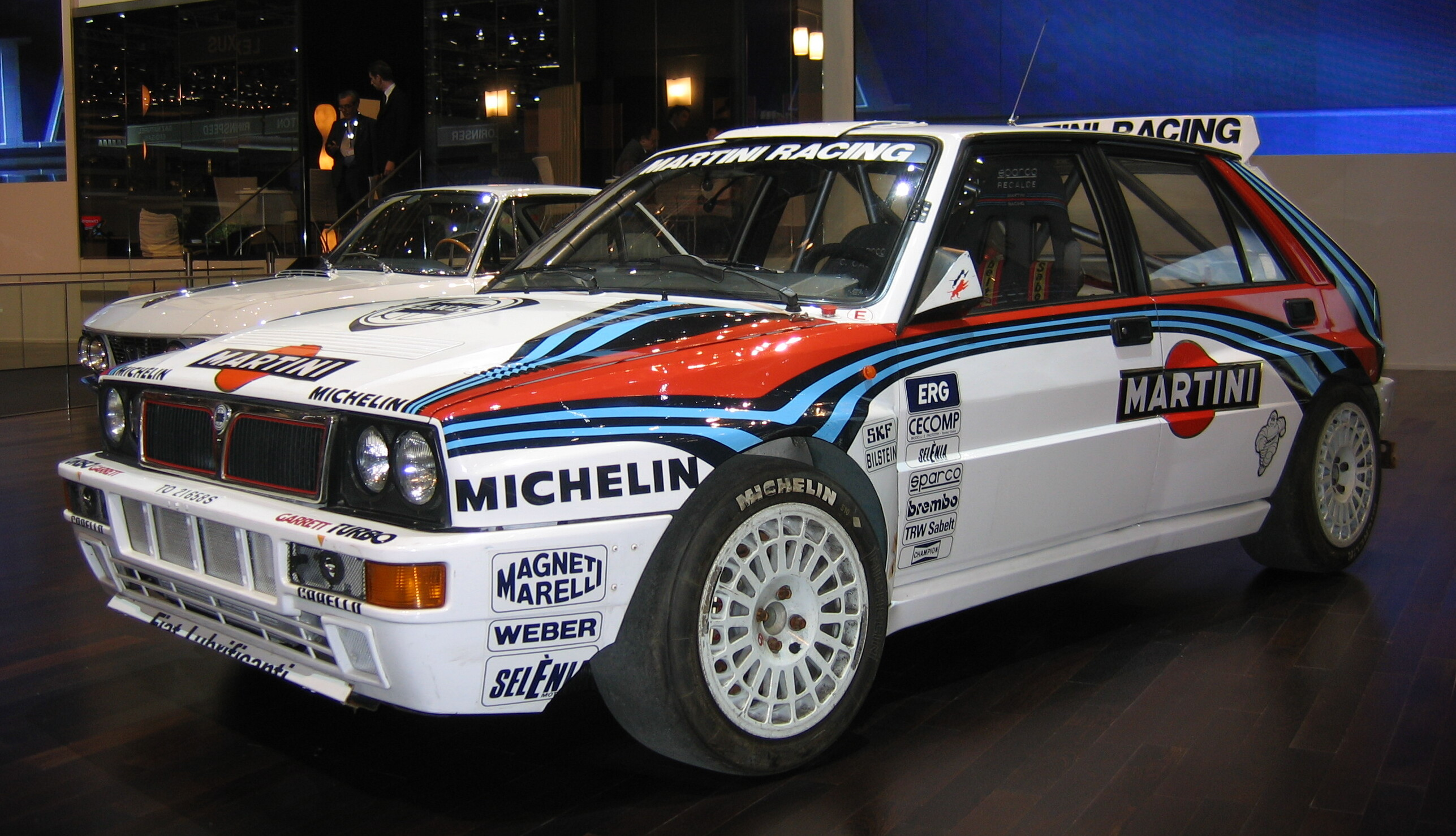
La Delta HF Integrale "Evoluzione"

Durante la stagione 1991 la Lancia sviluppa l'ultima evoluzione della Delta HF Integrale, per l'appunto colloquialmente nota come "Evoluzione", destinata a difendere i colori della casa torinese nel mondiale dell'anno successivo. A fine anno la notizia del ritiro della Lancia dalle competizioni mette a rischio l'esordio della nuova nata, che alla fine si concretizza grazie all'impegno del team satellite Jolly Club e dello sponsor storico Martini Racing. La vettura, con 8 vittorie domina il campionato 1992 e si conferma Campione del mondo per la 6ª volta consecutiva, un record che ancora oggi nessuno è riuscito a eguagliare.
Con la Delta Evo ancora vincitrice del titolo, lo sponsor Martini decide di non partecipare al mondiale successivo, restringendo il suo contributo al solo Campionato italiano. Il team Jolly Club, a cui la Lancia aveva demandato la gestione delle vetture per la stagione 1992, decide di continuare da solo nel successivo mondiale 1993 con le medesime vetture, che sono affidate al Campione del Mondo Carlos Sainz, portatore del munifico sponsor Repsol, e al giovane Andrea Aghini. La stagione si conclude con risultati molto deludenti, causati solo in parte dalla mancanza di aggiornamenti tecnici da parte della casa madre. I due piloti, infatti, si distingueranno per una lunga serie di errori e incidenti causati dalle difficoltà di Sainz nell'adattarsi a una vettura che, seppur competitiva, era stata affinata e sviluppata negli anni precedenti dai suoi rivali, e dall'inesperienza del pur talentuoso e veloce Aghini; i migliori risultati della stagione saranno due 2° posti di Sainz all'Acropoli e al Rally d'Italia, e un 3º posto di Aghini in Portogallo, peraltro ereditato dopo la rovinosa uscita di strada del compagno di squadra. Nonostante una chiusura del ciclo così ingloriosa, la Lancia Delta resta a oggi la vettura da rally più titolata della storia, con 10 titoli mondiali (6 marche e 4 piloti) e un totale di 46 vittorie nel mondiale.

## Motorizzazioni
| Modello                        | Disponibilità        | Motore  | Cilindrata (cm³) | Potenza         | Coppia Massima (Nm) | Emissioni CO2 (g/km) | 0–100 km/h (secondi) | Velocità max (km/h) | Consumo medio (km/L) |
| 1.3                            | dall'esordio al 1991 | Benzina | 1301             | 55 kW (75 CV)   | 100                 | n.d                  | 14,3                 | 155                 | 13,5                 |
| 1.5                            | dall'esordio al 1982 | Benzina | 1498             | 62 kW (85 CV)   | 122                 | n.d                  | 12,5                 | 160                 | 11,3                 |
| Automatica                     | dal 1982 al 1989     | Benzina | 1498             | 62 kW (85 CV)   | 122                 | n.d                  | n.d                  | 155                 | 10,1                 |
| i.e. cat.                      | dal 1989 al 1993     | Benzina | 1585             | 66 kW (90 CV)   | 123                 | n.d                  | 11,0                 | 175                 | 12,0                 |
| i.e. GT                        | dal 1987 al 1992     | Benzina | 1585             | 80 kW (109 CV)  | 135                 | n.d                  | n.d                  | 185                 | 12,5                 |
| i.e. Turbo cat. HF             | dal 1990 al 1993     | Benzina | 1585             | 97 kW (132 CV)  | 196                 | n.d                  | 8,9                  | 198                 | 11,1                 |
| i.e Turbo HF                   | dal 1986 al 1992     | Benzina | 1585             | 103 kW (140 CV) | 191                 | n.d                  | 8,7                  | 203                 | 12,1                 |
| Turbo HF 4WD                   | dal 1986 al 1987     | Benzina | 1995             | 122 kW (166 CV) | 255                 | n.d                  | 7,8                  | 208                 | 10,4                 |
| Turbo HF Integrale             | dal 1987 al 1992     | Benzina | 1995             | 133 kW (181 CV) | 298                 | n.d                  | 6,6                  | 215                 | 10,4                 |
| Turbo HF Integrale 16v         | dal 1989 al 1991     | Benzina | 1995             | 144 kW (200 CV) | 298                 | n.d                  | 5,9                  | 220                 | 10,1                 |
| Turbo HF Integrale Cat         | dal 1989 al 1991     | Benzina | 1995             | 129 kW (177 CV) | 280                 | n.d                  | 6,7                  | 210                 | 10,9                 |
| Turbo HF Integrale 16v Evo     | dal 1991 al 1992     | Benzina | 1995             | 151 kW (205 CV) | 298                 | n.d                  | 5,9                  | 220                 | 10,1                 |
| Turbo HF Integrale 8v Evo Cat  | dal 1991 al 1992     | Benzina | 1995             | 136 kW (185 CV) | 290                 | n.d                  | 6,7                  | 210                 | 10,9                 |
| Turbo HF Integrale 16v Evo Cat | dal 1992 al 1994     | Benzina | 1995             | 158 kW (215 CV) | 298                 | n.d                  | 5,7                  | 220                 | 10,1                 |
| Turbodiesel                    | dal 1986 al 1991     | Diesel  | 1929             | 59 kW (80 CV)   | 172                 | n.d                  | 12,9                 | 172                 | 17,1                 |